# Actinote stenia
Actinote stenia är en fjärilsart som beskrevs av Jordan 1910. Actinote stenia ingår i släktet Actinote och familjen praktfjärilar. Inga underarter finns listade i Catalogue of Life.